# Henry Grattan Guinness

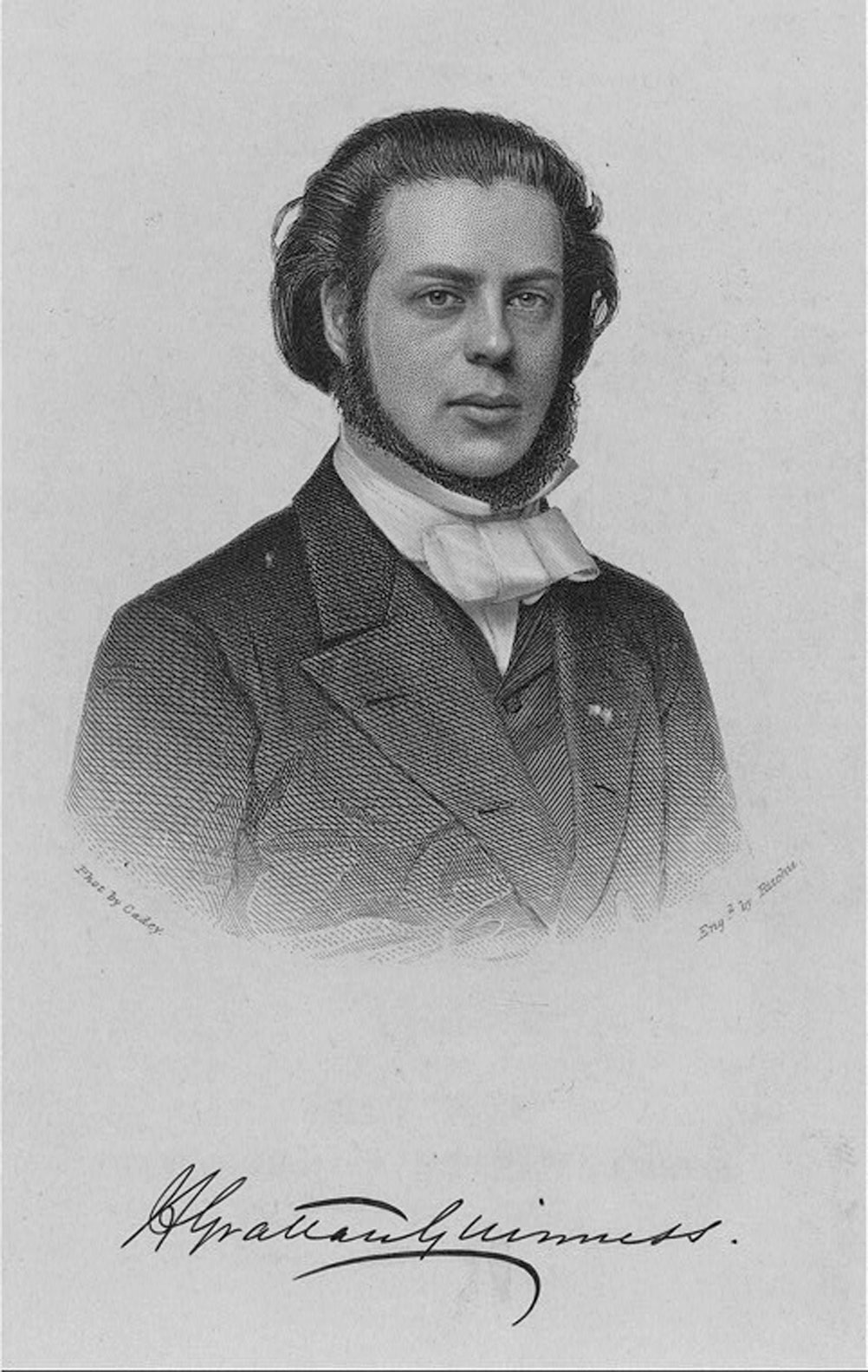
Henry Grattan Guinness, cirka 1875.

Henry Grattan Guinness, född 11 augusti 1835, död 21 juni 1910, var en brittisk missionsledare.
Guinness grundade 1873 i London ett missionsinstitut, som dels utbildat missionärer för andra sällskap, dels upptog en självständig verksamhet, bland annat i belgiska Kongo och Bengalen. 
Hans son med samma namn, kallad Harry, var med och grundade Kongos reformförbund 1904, och även han själv var involverad i förbundet.